# 성말로 (인천)
성말로는 인천광역시의 남동구 도로명으로 총 길이는 0.576km의 비교적 짧은 거리이다. 예술로와 남동대로 사이에 위치해 있다.

## 요약
성말로는 성으로 둘러 쌓인 마을이라는 도로명 부여사유로 2009년 11월 16일 고시 및 효력 발생이 되었다. 
남동구 구월동 1335-4를 기점, 구월동 1331-1 종점으로 한다. 인천1호선 예술회관역과 인접해 있으며, 성말로 1에는 신용보증기금 기관이 존재한다. 예술로와 남동대로 사이에 있지만 인하로와도 교차한다.
성말로와 인하로의 사이에는 구월동 로데오거리 번화가도 존재한다.

## 사진

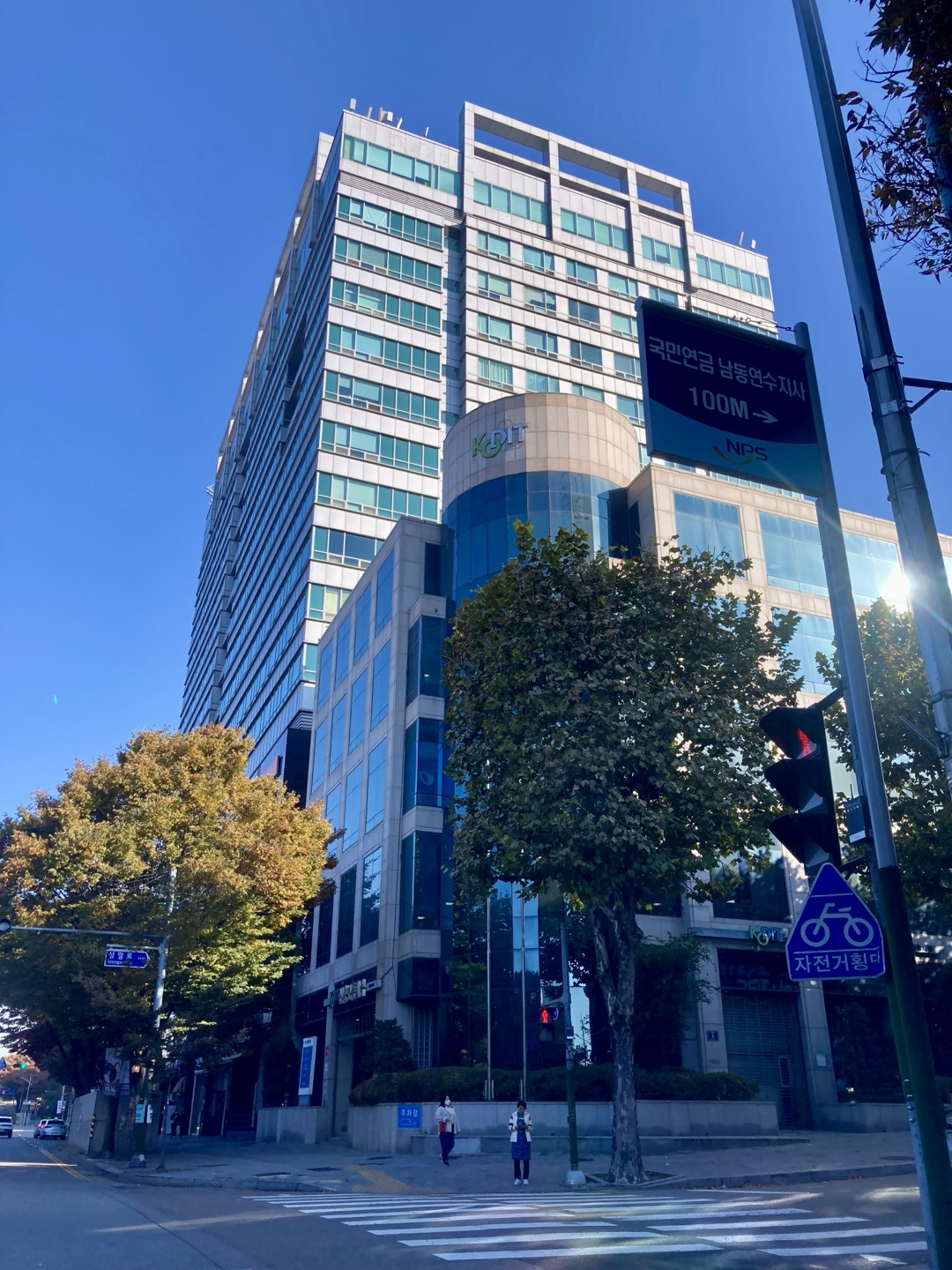
인천신용보증기금(성말로 1)

## 같이 보기
- 예술회관역
- 예술로
- 남동대로
- 인하로